# گوشه‌گیر گلوراه‌راه
گوشه‌گیر گلوراه‌راه (نام علمی: Phaethornis rupurumii) نام یک گونه از سرده گوشه‌گیرمرغ‌ها است.